# Stateless
Stateless est un groupe de rock alternatif britannique, originaire de Leeds, en Angleterre. Il est composé de Chris James (chant, claviers, guitares), Kidkanevil (platines, l'échantillonnage, de la programmation), Justin Percival (basse, chant) et David Levin (batterie).
Stateless signe un contrat d’enregistrement avec Sony Music, et son sort premier single Down Here en 2004. Les quatre titres de l’EP The Bloodstream est publié par Regal Recordings en 2005. En 2006, ils changent pour le label Studio !K7. En 2007, ils sortent le single Exit suivi d’un premier album éponyme dont sont extraits les singles Prism # 1 et Bloodstream. Le groupe part en tournée au Royaume-Uni et en Europe en 2007 et 2008. En 2008, ils écrivent en collaboration avec Gavin Castleton le titre Window 23/The Great White Whale.
En 2010, le groupe signe avec le label indépendant Ninja Tune pour leur second album constitué de 11 pistes Matilda qui sort le 21 février 2011. l’album est précédent par les titres Ariel sorti le 22 novembre 2010 et Assassinations, sorti le 14 février 2011. Leur son électronique est souvent comparé à Radiohead ou Portishead et leur premier album est comparé au début de Coldplay. Il[Qui ?] déclare que Stateless est le carrefour d’influence entre musique classique et rock psychédélique et le reggae et la musique électronique.

## Biographie

### Formation et débuts (2002–2004)
Stateless est formé à Leeds en 2002. Chris James, James Sturdy et Jon Taylor jouaient dans des groupes de rock ensemble pendant des années. Voyant que le style traditionnel qu'ils jouaient ne comblaient pas leurs attentes, ils décident d'expérimenter des samples electronica et hip-hop. Pendant un temps, ils laissent de côté la guitare, pour s'orienter vers une nouvelle direction,. Leur intérêt pour le hip-hop vient de leur DJ Kidkanevil, qu'ils ont entendus jouer dans un nightclub à Leeds. James fait la rencontre de Rod Buchanan-Dunlop, un écossais, à la Leeds Metropolitan University le premier jour de cours à la Leeds Met School of Technology. Buchanan-Dunlop se charge de la programmation et le groupe devient un quintette.
En février 2003, ils publient leur première démo qui comprend les chansons Exit et Prism No. 1 qui enregistrent au studio de la Leeds Met School of Technology,. Ils envoient la démo à la BBC Radio 1 au début de 2003,. Deux mois plus tard, Exit est joué à l'émission de Colin Murray. Les deux chansons sont bien accueillies par le public,. Ils attirent alors les labels indépendant et majors dont Radiate et Sony Music,,.

### The Bloodstream EP(2004–2006)

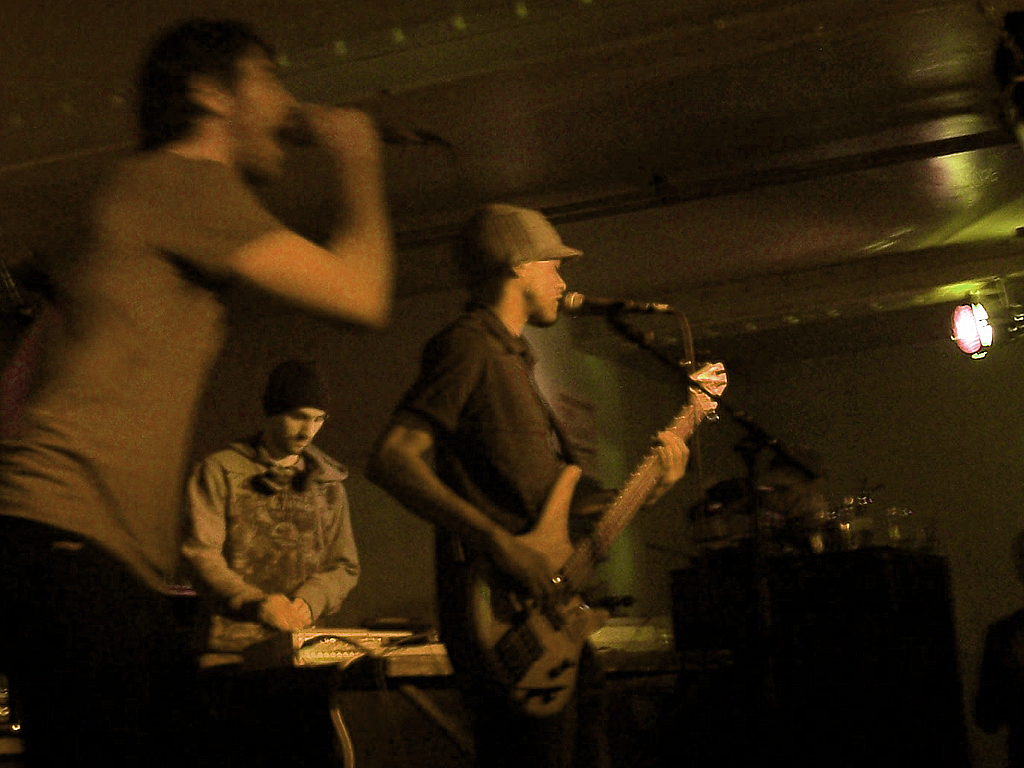
James, kidkanevil and Percival in concert with Stateless in 2007

Ils s'associent avec l'argent artistique Martin Hall de la Sanctuary Artist Management (Groove Armada, Manic Street Preachers),, et signent en 2004 avec Sony Music pour un contrat de cinq album,. Ils enregistrent pendant six semaines avec le producteur Jim Abbiss (Kasabian, Arctic Monkeys) aux renommés Rockfield Studios de Monmouth. Le premier single Down Here est publié le 3 avril 2004 en CD single édition limitée et en vinyle 7". Toujours en 2004, ils jouent au festival Homelands festival, au V Festival et joue en soutien à Kosheen à leur tournée britannique. La version démo de la chanson Exit est incluse dans le jeu vidéo Driv3r (2004). Après la fusion entre BMG et Sony, leur contrat avec Sony Music se termine. Stateless perd son label mais James explique en 2007 que ce n'était pas une vraie perte,.
Une compilation intitulée The Studio Sessions qui comprend les versions inédites de Down Here, Horizon et Running Out, enregistrée entre novembre 2003 et mars 2004, est publiée gratuitement sur le site web du groupe. En avril 2005, Stateless récolte 1 280 £ pour Amnesty International grâce à un événement musical.
Le 25 juillet 2005, Stateless publie The Bloodstream EP comme EP et CD chez Regal Recordings, une branche de Parlophone (EMI). L'EP comprend quatre morceaux, dont une version retravaillée de Exit. Il fait participer DJ Shadow,. Plusieurs mois plus tard, Shadow invite le chanteur James en juin 2005 pour chanter sur son nouvel album. Shadow rencontre James à Londres, lui donnant trois démos et le laissant chanter dessus. La collaboration résulte aux chansons Erase You et You Made It qui seront incluses dans l'album The Outsider de DJ Shadow. James se joitn à lui pour une tournée mondiale de 90 dates de concerts dans 17 pays. En novembre 2006, Stateless joue 14 shows, ouvrant pour Shadow à sa tournée britannique, après l'arrivée de David Levin (batterie) et de Justin Percival (basse, chœurs) au début de 2006 après le départ de James Sturdy (batterie, piano) et Jon Taylor (basse, claviers, guitare).

### Stateless(2006–2010)

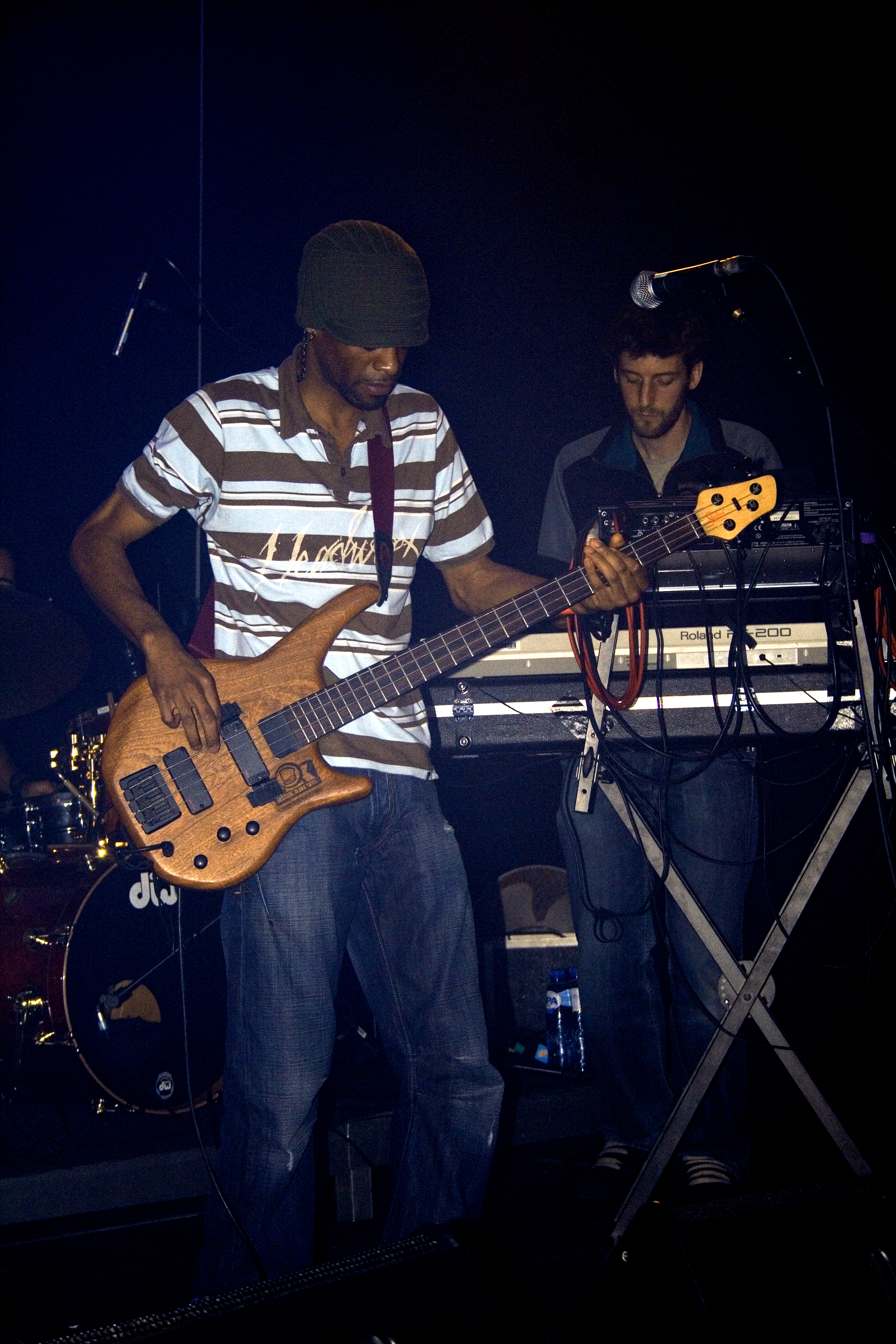
Percival and Buchanan-Dunlop en concert ave Stateless en 2007.

Stateless signe un nouveau contrat avec le label electronica berlinois !K7 Records en novembre 2006. Le single Exit est publié comme single 7" le 14 mai 2007, accompagné de la face-B Hurricane. Leur premier album, l'éponyme Stateless, est publié à l'international en CD le 16 juillet 2007. Deux tiers de leur album est enregistré et corproduit par Jim Abiss et comprend des morceaux issus de The Bloodstream EP et le single Down Here. Ils enregistrent le reste de l'album eux-mêmes aux Rockfield Studios et dans leur studio à Leeds. Encore en juillet, ils publient le single Prism No. 1 en CD single avec comme face-B Lose Myself et en format 12" avec des remixes de Prince Language. Le clip de Prism No. 1 est nommé pour un Freshmen à mtvU.
L'album est diffusé sur la BBC Radio 1 et BBC 6 Music, Zane Lowe jouant les singles Bloodstream, Prism No. 1 et la chanson-titre This Language. Ce dernier fait participer Lateef the Truthspeaker. La couverture est réalisée par Non-Format. Le single Exit est incluse dans un épisode de CSI: NY Down the Rabbit Hole en 2007, et Bloodstream dans le film Colpo d'occhio (2008) du réalisateur italien Sergio Rubini et dans le drama CSI: Miami.

### Matilda(depuis 2011)
Après avoir publié leur premier album chez !K7, ils commencent déjà à écrire un deuxième album. En automne 2007 et 2008, Stateless joue lors de plusieurs festivals,.
Après leur signature chez le label Ninja Tune en 2010, Stateless publie un premier nouveau single, Ariel, le 22 novembre 2010 suivi par Assassinations, le 14 février 2011. Leur deuxième album, Matilda, est publié le 21 février 2011. La version instrumentale de la chanson la plus populaire de l'album, Miles to Go est ajoutée au jeu vidéo Sleeping Dogs, sorti en 2012, puis ressorti en 2014 dans sa version définitive.

## Discographie
- 2007 : Stateless
- 2011 : Matilda
- 2015 : Sixfold Symmetry